# Teresa de Mecklemburgo-Strelitz

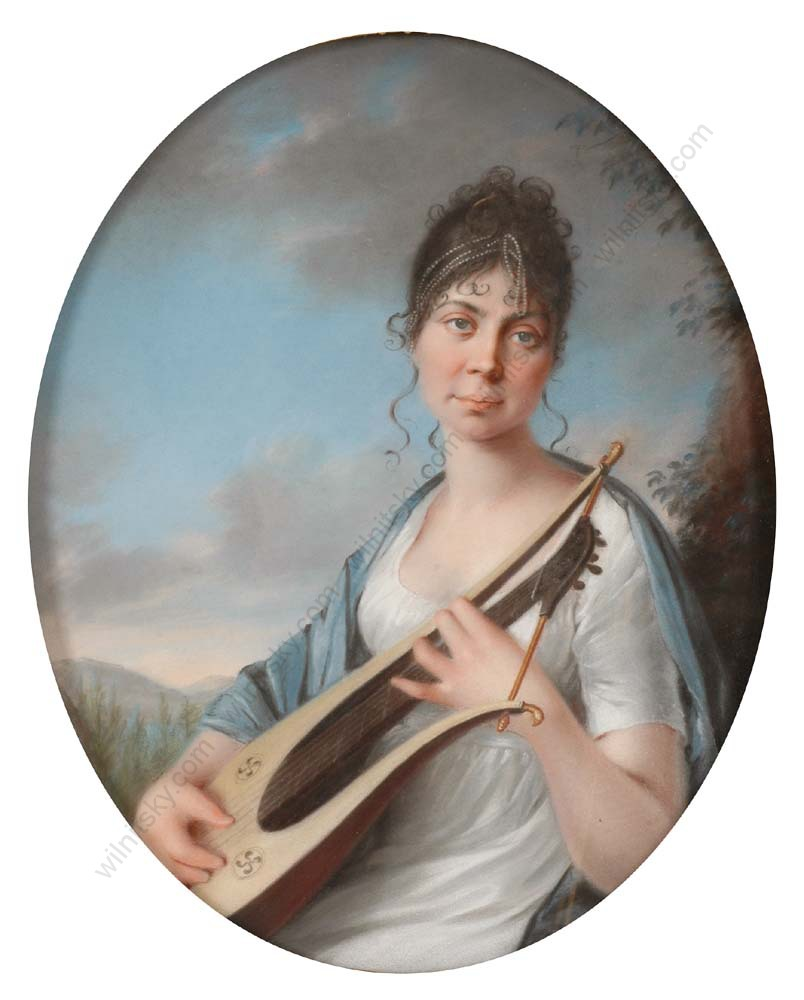
La princesa Teresa por Johann Philipp Bach.

Teresa de Mecklenburgo-Strelitz (en alemán: Herzogin Therese Mecklenburg-Strelitz; 5 de abril de 1773 - 12 de febrero de 1839) fue miembro de la Casa de Mecklenburgo-Strelitz y duquesa de Mecklenburgo. A través de su matrimonio con Carlos Alejandro, quinto príncipe de Thurn y Taxis, también fue miembro de la Casa de Thurn y Taxis.

## Familia
Teresa era hija del duque Carlos de Mecklenburgo y su primera esposa, la princesa Federica de Hesse-Darmstadt. Teresa se casó con Carlos Alejandro, príncipe heredero de Thurn y Taxis, hijo de Carlos Anselmo, cuarto príncipe de Thurn y Taxis y su esposa, la duquesa Augusta de Wurtemberg, el 25 de mayo de 1789 en Neustrelitz, Mecklenburgo-Strelitz. La tía paterna de Teresa, la reina Carlota, y su esposo Jorge III del Reino Unido ayudaron a negociar el matrimonio, en particular asegurando que Teresa pudiera mantener su fe protestante. Teresa y Carlos Alejandro tuvieron siete hijos:
- Princesa Carlota Luisa de Thurn y Taxis (24 de marzo de 1790 - 22 de octubre de 1790)
- Príncipe Jorge Carlos de Thurn y Taxis (26 de marzo de 1792 - 20 de enero de 1795)
- Princesa María Teresa de Thurn y Taxis (6 de julio de 1794 - 18 de agosto de 1874)
- Princesa Luisa Federica de Thurn y Taxis (29 de agosto de 1798 - 1 de diciembre de 1798)
- Princesa María Sofía Dorotea de Thurn y Taxis (4 de marzo de 1800 - 20 de diciembre de 1870)
- Maximiliano Carlos, sexto príncipe de Thurn y Taxis (3 de noviembre de 1802 - 10 de noviembre de 1871)
- Príncipe Federico Guillermo de Thurn y Taxis (29 de enero de 1805 - 7 de septiembre de 1825)

Teresa también tuvo hijos ilegítimos de Maximiliano, Graf von und zu Lerchenfeld auf Köfering und Schönberg (Múnich, 17 de enero de 1772 - Kassel, 19 de octubre de 1809), que se casó el 25 de mayo de 1789 con María Ana Filipina Walburga Groschlag von Dieburg, con quien tuvo un hijo; uno fue creado Graf von Stockau; los otros se llamaban von Stargard. Los niños incluyen:
- Jorge Adolfo, Conde von Stockau (Dresde, Sajonia, 6 de mayo de 1806 - Castillo de Napajedl, Maehren, 4 de abril de 1865, cripta de Bur., Capilla del castillo de Napajedl, Maehren), luterano, casado el 25 de noviembre de 1830 con Francisca de Paula María Isabel, Condesa von Fünfkirchen (Viena, Austria, 24 de julio de 1801 - Castillo de Napajedl, Maehren, 14 de mayo de 1870, cripta de bur., Capilla del castillo de Napajedl, Maehren), católica, heredera del castillo y finca de Napajedl en Maehren, viuda de Clemens Graf von Kesselstatt, y tenía descendencia, ahora aparentemente extinto en línea masculina.[3]
- Amalia von Sternfeld (Ratisbona, 16 de junio de 1808 - Tegernsee, 21 de junio de 1888), casada en Köfering, el 31 de agosto de 1825 con Jorge Alejandro, Barón von Krüdener (1786-1852), y tuvo descendencia femenina

En 1790 Ana César, Chevalier de la Luzerne, el embajador de Francia en Gran Bretaña, informó que el esposo de Teresa estaba siendo considerado para el nuevo trono de los Países Bajos austríacos y que la tía de Teresa, la reina Carlota, lo apoyaría; estos resultaron ser rumores infundados, ya que Carlota y su esposo Jorge III creían que Carlos Alejandro no tenía rango suficiente para la realeza. Después de la mediatización del Principado de Thurn y Taxis al Reino de Baviera en 1806 durante las Mediatizaciones alemanas, el fin del Sacro Imperio Romano Germánico y la creación de la Confederación del Rin, y el posterior fin del Reichspost Imperial, la iniciativa de Teresa y Las habilidades de negociación influyeron en el mantenimiento del sistema postal gestionado por Thurn y Taxis como empresa privada, Thurn-und-Taxis-Post. Al igual que su hermana, Luisa, reina consorte de Prusia, fracasó en sus negociaciones con Napoleón I de Francia, pero durante el Congreso de Viena logró defender los intereses de la familia Thurn y Taxis.

## Actividad política
Teresa y Carlos Alejandro tuvieron su primera residencia (hasta 1797) en el Palacio de Thurn y Taxis de Frankfurt am Main. Al principio de su matrimonio, Teresa se hizo cargo de las tareas de representación de su joven esposo. Después de la renuncia de su suegro como Post Master General y Comisionado Principal de la Dieta Imperial Perpetua en Regensburg, el esposo de Teresa, Carlos Alejandro, se convirtió en Comisionado Principal en 1797. Teresa asumió un papel activo en la administración de la Casa del Príncipe y las tierras, así como la administración postal y también se dedicó al arte y la literatura. Recibió en su salón a poetas y escritores como Jean Paul, Friedrich Rückert, Johann Kaspar Lavater y Friedrich Gottlieb Klopstock.
Solo con la predecible desaparición del Reichspost imperial, las Mediatizaciones alemanas de 1803, la mediatización de la Casa principesca de Thurn y Taxis, y la pérdida del puesto de Maestro General de Correos en la época de Napoleón I de Francia, Teresa se volvió políticamente activa. , sobre todo después de la muerte de su suegro en 1805. Desde entonces, Teresa reforzó la soberanía de la Casa del Príncipe de Thurn y Taxis y sus derechos postales tradicionales. En 1806, ella y su marido negociaron con su cuñado Federico Guillermo III de Prusia junto con Karl Theodor Anton Maria von Dalberg, ex arzobispo-elector de Mainz y príncipe-primado de Ratisbona, y por primera vez en 1807. con Napoleón. Asimismo, también negociaron con Maximiliano I José de Baviera en Munich y le propusieron la nacionalización del Thurn y Taxis Lehnspost allí. En 1808, Teresa y su esposo llevaron los intereses de la Casa del Príncipe de Thurn y Taxis al Congreso de Erfurt. Allí, se produjo un encuentro secreto entre Charles Maurice de Talleyrand-Périgord y Alejandro I de Rusia en su salón.
Después de que se perdieran negociaciones infructuosas en Erfurt, Teresa viajó a fines de 1809 a París, donde se reunió con Napoleón sobre el futuro estado de la Casa principesca de Thurn y Taxis, la retirada de los medios de comunicación y la readquisición de derechos el sistema postal. De este viaje sobrevive una correspondencia con su esposo Carlos Alejandro en la que lamenta el empobrecimiento de la Casa Thurn y Taxis y le pide a Teresa que limite sus gastos. A través de sus negociaciones con Napoleón, se ofreció a la Casa principesca de Thurn y Taxis trasladarse a París. Sin embargo, las negociaciones fracasaron, quizás porque la correspondencia con su hermana, la reina Luisa de Prusia, cayó en manos de las autoridades francesas.
Después de la derrota y el exilio de Napoleón, Teresa llevó los intereses de la Casa del Príncipe al Congreso de Viena en 1814, donde se llevaron a cabo muchas negociaciones políticas entre Talleyrand, el zar Alejandro I, Klemens Wenzel, el príncipe von Metternich y otros líderes políticos en su salón. No menos importante por el artículo 17 de la Ley Federal del año 1815, los ingresos de las antiguas oficinas de correos de la Casa Thurn y Taxis en varios estados de la Confederación Alemana se establecieron como un reclamo legítimo. Se establecieron servicios postales privados y se pretendía que tuvieran una obligación de compensación razonable con la Casa Principesca de Thurn y Taxis.
La duquesa Teresa murió en Taxis, Regensburg, a la edad de 65 años.

## Títulos y estilos
| ● 5 de abril de 1773-25 de mayo de 1789:       | Su alteza serenísima la duquesa Teresa de Meclemburgo-Strelitz |
| ● 25 de mayo de 1789-13 de noviembre de 1805:  | Su alteza serenísima la princesa heredera de Thurn y Taxis     |
| ● 13 de noviembre de 1805-28 de julio de 1815: | Su alteza serenísima la princesa de Thurn y Taxis              |
| ● 28 de julio de 1815-15 de julio de 1827:     | Su alteza la princesa de Thurn y Taxis                         |
| ● 15 de julio de 1827-12 de febrero de 1839:   | Su alteza la princesa viuda de Thurn y Taxis                   |